# جزيرة أوكيناوا

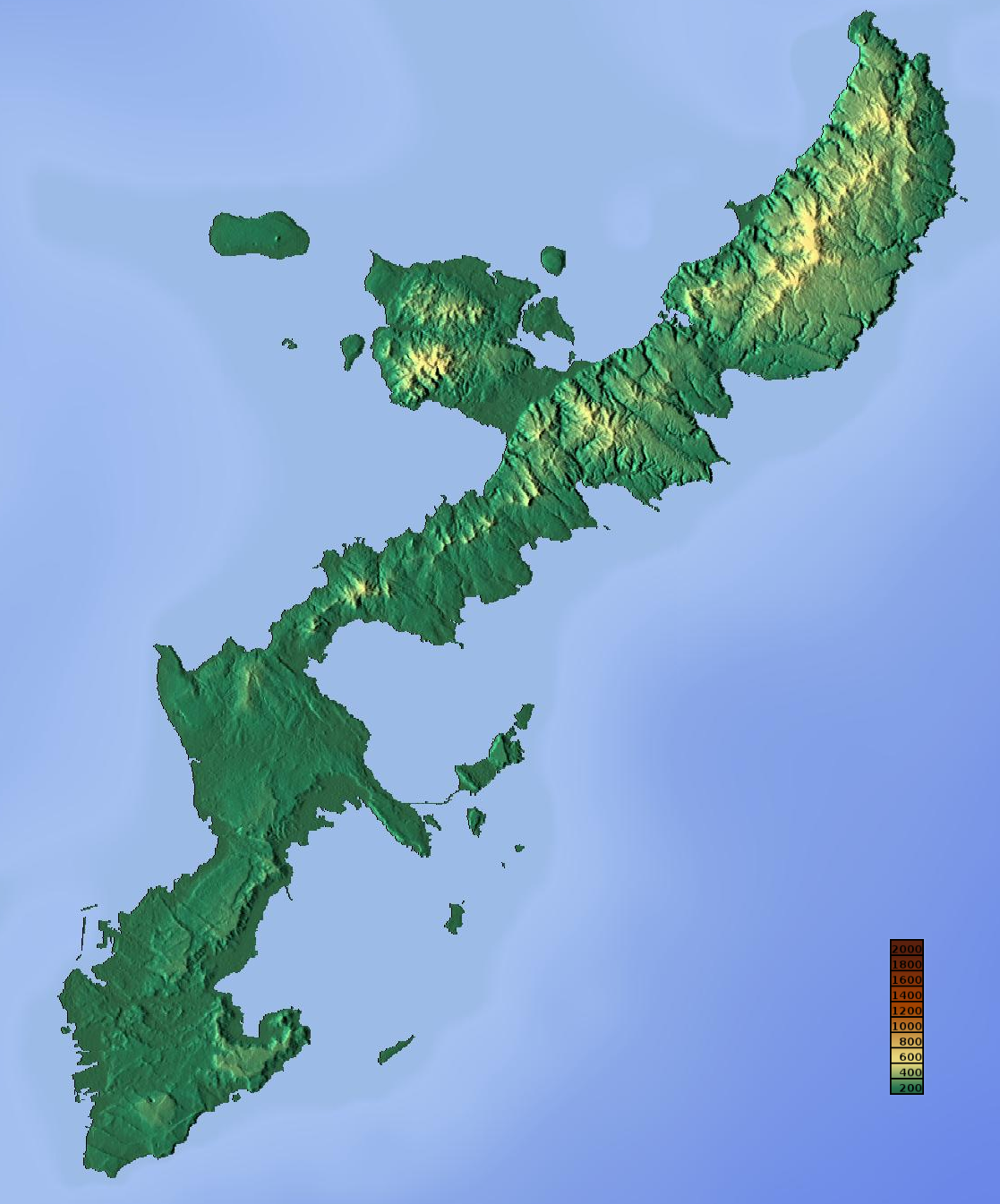
الخريطة الطبوغرافية لجزيرة أوكيناوا.

جزيرة أوكيناوا الرئيسية ((باليابانية: 沖縄本島) أوكيناوا هونتو) أو جزيرة أوكيناوا ((باليابانية: 沖縄島)أوكيناوا جيما) هي أكبر جزيرة بين 160 جزيرة مكونة محافظة أوكيناوا وتقع بين بحر الصين الشرقي والمحيط الهادئ (بحر الفلبين) كما أنها أكبر جزيرة في جزر نانسي (بالتبعية جزر ريوكيو) وجزر أوكيناوا. يبلغ طول الجزيرة حوالي 110 كم وعرضها 11 كم، وتبلغ مساحتها 1,206.98 كم مربع. تبعد حوالي 640 كم جنوب بقية اليابان و 500 كم شمال تايوان.
كانت وما زالت أوكيناوا موقعاً مهما للقوات المسلحة الأمريكية منذ نهاية الحرب العالمية الثانية. تستضيف الجزيرة نحو 26 ألف فرد عسكري أمريكي، نحو نصف أفراد القوات الأمريكية في اليابان، مقسمين على 32 قاعدة و 48 موقعا تدريبيا. لعبت القواعد الأمريكية في أوكيناوا دورا مهما في الحرب الكورية، وحرب فيتنام، والحرب في أفغانستان، وحرب العراق. سبّب وجود القوات الأمريكية في أوكيناوا جدالات سياسية في الجزيرة وفي اليابان بشكل عام.
شعب أوكيناوا من بين أطول الناس أعمارا في العالم. يحظى السكان بنسبة أقل من السرطان وأمراض القلب والخرف من الأمريكيين. وتعيش نساء أوكيناوا أطول من أي مكان على الأرض.

## ملخص
تلك الجزيرة هي مركز السياسة والاقتصاد في محافظة أوكيناوا، هناك 26 بلدية تضم 41 مدينة وبلدة وقرية، بما في ذلك موقع مكتب مدينة ناها. ومن سكان المحافظة البالغ عددهم 1,40 مليون نسمة، يسكن نحو 90٪ منهم أو 1,29 مليون شخصًا الجزيرة.
وفقا لقانون «التدابير الخاصة لتنمية وترويج أوكيناوا»، تعتبر جزيرة أوكيناوا الرئيسية «البر الرئيسي»، والجزر التي تجاور جزيرة أوكيناوا الرئيسية لم يتم تصنيفها كجزر نائية بموجب القانون. ومع ذلك، في أوكيناوا بشكل عام، تسمى هونشو «البر الرئيسي»، أو بمعنى آخر، 46 محافظة باستثناء محافظة أوكيناوا تسمى أحيانا «البر الرئيسي».
بالإضافة إلى ذلك، فإن كلمة أوشينارو أوتشينانشو (Uchinanchu) بلهجة أوكيناوا، هي في الأصل الكلمة التي تشير إلى جزيرة أوكيناوا الرئيسية وشعبها، ولكن بعد أن أصبحت محافظة أوكيناوا في عصر ميجي، أصبحت تطلق على كامل منطقة محافظة أوكيناوا وشعبها.

## التسمية
«جزيرة أوكيناوا» (باليابانية: 沖縄島) تعني الجزيرة الرئيسية في أوكيناوا، والتي يطلق عليها «جزيرة أوكيناوا الرئيسية» أو ببساطة «الجزيرة الرئيسية»، ولكن، وهي تسمية واعية بالجزر النائية عن طريق العلوم الإنسانية والمفاهيم الاجتماعية. يستخدم معهد المسح الجغرافي وقسم معلومات ساحل خفر السواحل الياباني الاسم وكذلك اسم «جزيرة أوكيناوا».
في لهجة أوكيناوا، يطلق عليه أيضًا اسم «جيجي» بالإضافة إلى «أوشينا». جيجي بالكانجي يكتب (باليابانية: 地下).

## جغرافية
هي جزيرة تقع في الطرف الشمالي الشرقي من محافظة أوكيناوا. بين جزر اليابان، هي أكبر جزيرة في الجزيرة اليابانية بعد هونشو، هوكايدو، كيوشو، شيكوكو، شيكوكو، جزيرة شيكوكو وكونيتاكي - جيما، باستثناء الجزر الأربع الرئيسية والأراضي الشمالية.
تبلغ المساحة 1,206.98 كم 2، والمحيط 476 كم، ومسافة الخط المستقيم للجزيرة الرئيسية حوالي 106.6 كم عند الطرف الشمالي الجنوبي. منذ عودة أوكيناوا، كان استصلاح الأراضي البحرية مزدهرًا وتم طمر أكثر من 1000 هكتار.
الجزء الشمالي هو صخور نارية بالأساس، وهو أدنى جبل من 400 متر أو نحو ذلك بما في ذلك يوناهاداكي، أعلى قمة في الجزيرة، ياإياما، ناغو داكي وما إلى ذلك. ومن خصائص الشمال أن هناك نهرًا كبيرًا إلى حد ما، وأن الأرض المسطحة قليلة جدًا. نظرًا لانتشار التربة الحمضية، فإنه تتم زراعة الأناناس.
طبقة الحجر الجيري منتشرة في شبه الجزيرة الرئيسية، وقد ظهرت الكارستية المخروطية في المنطقة الاستوائية. أيضا، بما أن شبه الجزيرة الرئيسية تنتج الحجر الجيري، فتوجد هناك مصانع المحاجر والإسمنت الكبيرة. في الزراعة ، تُعرف باسم منطقة إنتاج الملبيغة غائرة القمة.
يتكون الجزء الجنوبي بشكل رئيسي من الحجر الجيري والطيني. التضاريس مسطحة، وهناك عدد قليل من التلال فوق 100 متر، وهناك عدد قليل جدا من الأنهار. تظهر التضاريس الكارستية في الجزء الجنوبي من الحجر الجيري المعرض للتعرية، وهي شبه استوائية، لذلك تتآكل بسرعة، وهناك العديد من الدولينات والأوفالا Uvala. هناك العديد من كهوف الحجر الجيري (Solutional caves).
| نقطة النهاية                                         | موقع                       | خط العرض                                    | خط الطول                                     |
| ---------------------------------------------------- | -------------------------- | ------------------------------------------- | -------------------------------------------- |
| نهاية الشرق                                          | قرية كونيجامي كونيجامي غون | خط العرض الشمالي 26 درجة 45 دقيقة 22 ثانية  | خط الطول الشرقي 128 درجة 19 دقيقة 40 ثانية   |
| نهاية الغرب                                          | ناها                       | خط العرض الشمالي 26 درجة 11 دقيقة 55 ثانية  | خط الطول الشرقي 127 درجة 38 دقيقة 11 ثانية   |
| نهاية الجنوب                                         | إتومانشي                   | خط العرض الشمالي 26 درجة 0 4 دقيقة 28 ثانية | خط الطول الشرقي 127 درجة 40 دقيقة و 37 ثانية |
| نهاية الشمال                                         | قرية كونيجامي كونيجامي غون | خط العرض الشمالي 26 درجة 52 دقيقة 32 ثانية  | خط الطول الشرقي 128 درجة 15 دقيقة 28 ثانية   |
| تعتمد خطوط الطول والعرض على النظام الجيوديسي العالمي |                            |                                             |                                              |

- جرف في مانزامو
- جزيرة أوكيناوا من الفضاء
- قرية أونّا
- بركة في أوكيناوا
- شاطئ إمرالد في أوكيناوا

## تاريخ
- 1429 - تم تأسيس مملكة ريوكيو.
- 1609 - غزو ساتسوما.
- 1879 - تم تأسيس محافظة أوكيناوا من قبل ريوكيو.
- 1945 - معركة أوكيناوا. ثم بدأ الحكم من قبل الولايات المتحدة.
- 1971 - تم فتح الطريق تحت الماء الذي يربط بين جزيرة أوكيناوا الرئيسية وجزيرة هيان.
- 1972 - عادت إلى اليابان.
- 1987 - عادت منطقة ماكي المسكونة بالجيش الأمريكي ونشأت ناها شينتوشين.
- 2000 - تم تسجيل «جوسوكو من مملكة ريوكيو ومجموعة التراث ذات الصلة» كموقع للتراث العالمي.
- 2003 - افتتاح مونوريل مدينة أوكيناوا (يوي ريل).
- 2007 - الانتهاء من الاستصلاح البحري منطقة ميناء ناكاجوسوكو بمقاطعة شينكو (390 هكتار).
- 2014 - بدء الإنشاء بالطمر لمطار ناها المدرج الثاني (160 هكتار). (من المقرر أن يكتمل في عام 2020)

## الطبيعة البيولوجية
الجزء الشمالي هو حوالي ثلث المساحة الكلية لمحافظة أوكيناوا، والغابات المسماة يامبارا (يانبارو) منتشرة فيها. كنوع من الغابات، إنها غابة رطبة (Laurel forest)، والنوع الرئيسي المنتشر هو إيتاجي (Castanopsis sieboldii). يسكنها العديد من الأنواع المتوطنة مثل Noguchigera و Yambaru Quinna و Yanbaru Tagara . شبه جزيرة الجزيرة الرئيسية لديها العديد من مناطق الحجر الجيري ولها طبيعة حيوية فريدة نوعا ما.
هناك عناصر استوائية أقوى على الشعاب المرجانية المرتفعة في الجزء الأوسط والجنوبي، والغابات مع مكونات مثل إيسناكي وأكاغي (Distylium racemosum). ومع ذلك، بسبب الدمار الناجم عن الحرب العالمية الثانية والاضطرابات الاصطناعية اللاحقة، هناك القليل من الغابات المحفوظة جيدًا.
يحيط بالشعاب المرجانية الساحل، لكن تنوعها يختلف أيضًا في شمال الجزيرة وجنوبها. في الجزء الشمالي، تكون الشعاب المرجانية في معظمها على اتصال وثيق بالساحل، ولكن في الجزء الجنوبي من الجزء المركزي تظهر قبالة الساحل وتشكل بحيرة داخلها. ومع ذلك، فإن الشعاب المرجانية نفسها بها العديد من المناطق ذات معدلات الوفيات العالية، وهناك عدد قليل من الأماكن التي توجد فيها الشعاب المرجانية الحية في جانب واحد. يقال أن هذا يرجع أساسا إلى الدمار الطبيعي مثل جريان التربة الحمراء (Ultisol). هناك مستنقعات مالحة ومسطحات من أعشاب البحر ومناطق بحرية ضحلة مثل بحيرة المانغو والمسجلة في اتفاقية رامسار، وهناك الطيور المهاجرة المعروفة باسم أواسي، وأبقار البحر تسكن هينوكو قبالة الساحل، وغابات المنغروف موجودة أيضا. لبعض منهم خطة تنمية.
ومن بين 500 منطقة رطبة مهمة حددتها وزارة البيئة اليابانية، يوجد 54 منها في محافظة أوكيناوا (منها 21 تقع في جزيرة أوكيناوا الرئيسية أو في المنطقة المحيطة بها). هذا هو ثاني أكبر عدد في البلاد بعد هوكايدو (61 مكانا).

## مناخ
مناخ جزيرة أوكيناوا الرئيسية هو شبه استوائي (المناخ الرطب شبه المداري (Cfa) في تصنيف كوبن للمناخ)، وفي فصل الصيف يكون إعصار جينزا متكرراً لدرجة أن عدد التايفون التي مرت بها أو اقتربت منها كبير جداً. ومع ذلك، لا يلاحظ الصقيع والجليد في فصل الشتاء. فقط البرد الدقيق أكثر ندرة. ومع ذلك، لأنه الطقس بارد (أدنى درجة حرارة حوالي 9 درجة مئوية ورياح قوية تهب في فصل الشتاء)، يستخدم بعض السكان كوتاتسو للتدفئة. شهر مايو يمتلئ بموسم الأمطار، ويستمر في يونيو. أعلى درجة حرارة في الصيف حوالي 32 - 33 درجة مئوية، ومن النادر أن يكون يوم صيف حار فوق 35 درجة مئوية، وهو أقل من هونشو (باستثناء توهوكو). هذا لأن جزيرة أوكيناوا الرئيسية ضيقة في مساحة الأرض، محاطة بالبحر، لا توجد مدن كبيرة مثل طوكيو وأوساكا، لذلك لا تحدث ظاهرة جزيرة الحرارة.
| قيمة السنة العادية (شهريا)      | قيمة السنة العادية (شهريا) | شمال                        | شمال                 | شمال                 | الجزء الجنوبي الأوسط  | الجزء الجنوبي الأوسط       |
| قيمة السنة العادية (شهريا)      | قيمة السنة العادية (شهريا) | قرية كونيجامي الجزء الداخلي | مدينة ناجو           | كين تاون             | ناها                  | مدينة نانجو                |
| ------------------------------- | -------------------------- | --------------------------- | -------------------- | -------------------- | --------------------- | -------------------------- |
| تصنيف المناخ                    | تصنيف المناخ               | CFA                         | CFA                  | CFA                  | CFA                   | CFA                        |
| متوسط درجة الحرارة (درجة مئوية) | أحر شهر                    | 26.7 <br/> (يوليو)          | 28.8 <br/> (يوليو)   | 28.6 <br/> (يوليو)   | 28.9 <br/> (يوليو)    | 27.1 <br/> (يوليو)         |
| متوسط درجة الحرارة (درجة مئوية) | أبرد شهر                   | 14.5 (يناير)                | 16.3 (يناير)         | 16.2 (يناير)         | 17.0 (يناير)          | 15.2 (يناير)               |
| هطول (مم)                       | أعلى شهور                  | 309.5 <br/> (يونيو)         | 248.2 <br/> (أغسطس)  | 228.8 <br/> (مايو)   | 260.5 <br/> (سبتمبر)  | 253.3 <br/> (يونيو)        |
| هطول (مم)                       | أقل شهور                   | 138.3 <br/> (12 مايو)       | 96.2 <br/> (12 مايو) | 78.3 <br/> (12 مايو) | 102.8 <br/> (12 مايو) | 111.7 <br/> الثاني (يناير) |
| ساعات الشمس المشرقة (الوقت)     | أطول شهور                  | 239.2 <br/> (يوليو)         | 245.7 <br/> (يوليو)  | 218.1 <br/> (يوليو)  | 238.8 <br/> (يوليو)   | 210.1 <br/> (يوليو)        |
| ساعات الشمس المشرقة (الوقت)     | أقصر شهور                  | 78.3 <br/> الثاني (يناير)   | 86.2 <br/> (فبراير)  | 88.3 <br/> (فبراير)  | 87.1 <br/> (فبراير)   | 93.0 <br/> (فبراير)        |

## السياحة

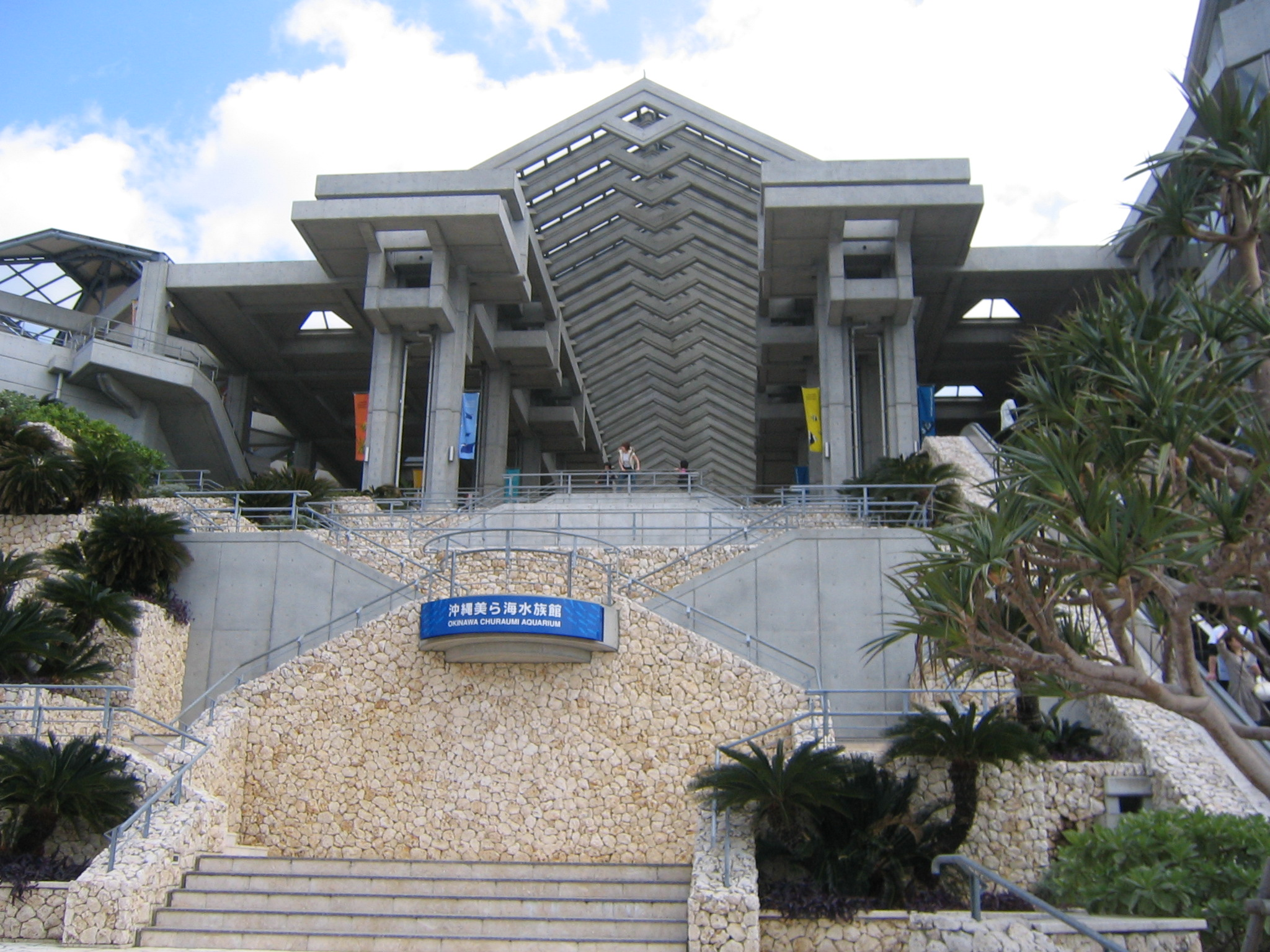
حديقة أسماك أوكيناوا تشوراومي (وسط المدينة)

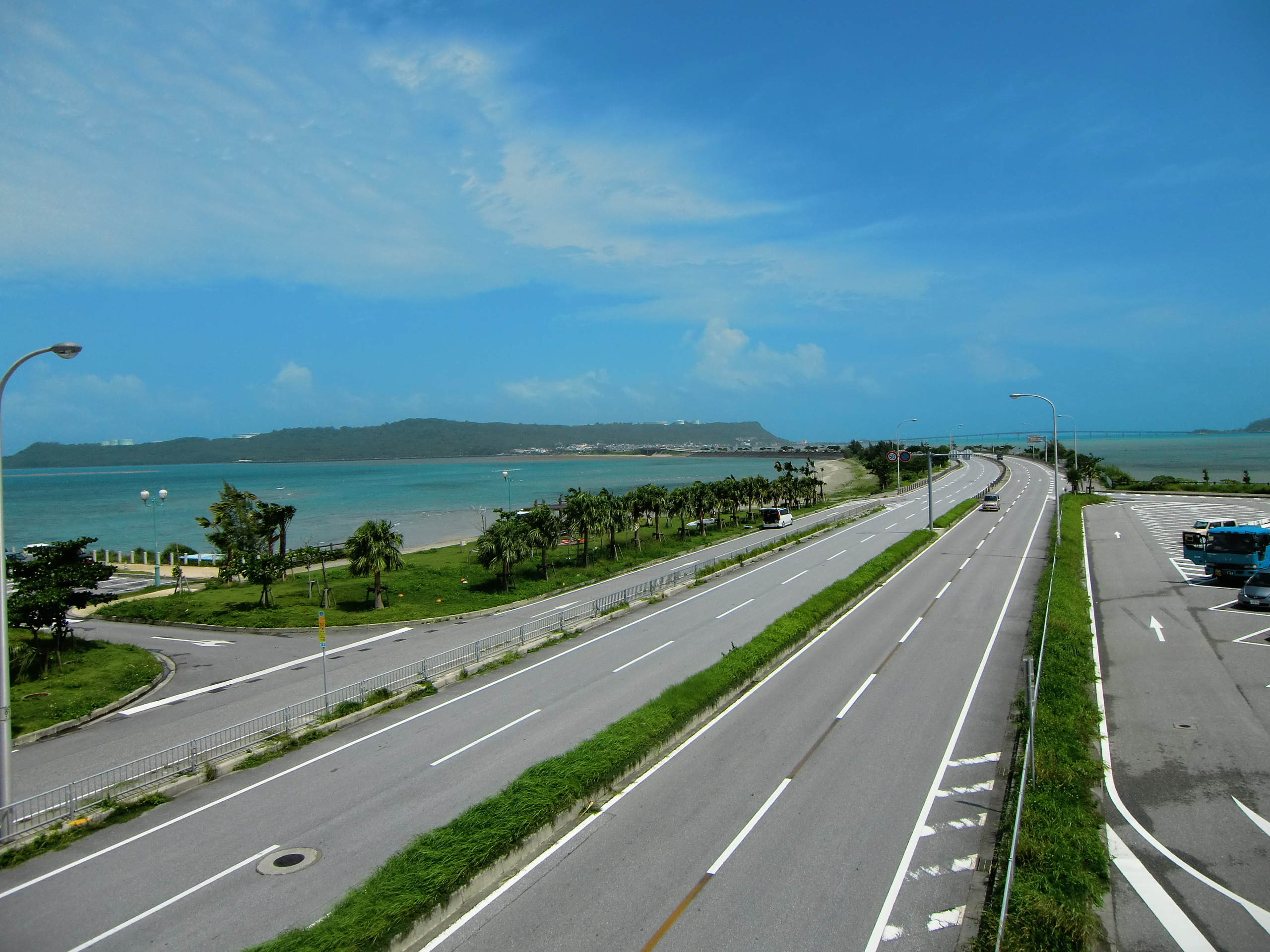
الطريق تحت الماء (مدينة أومامي)

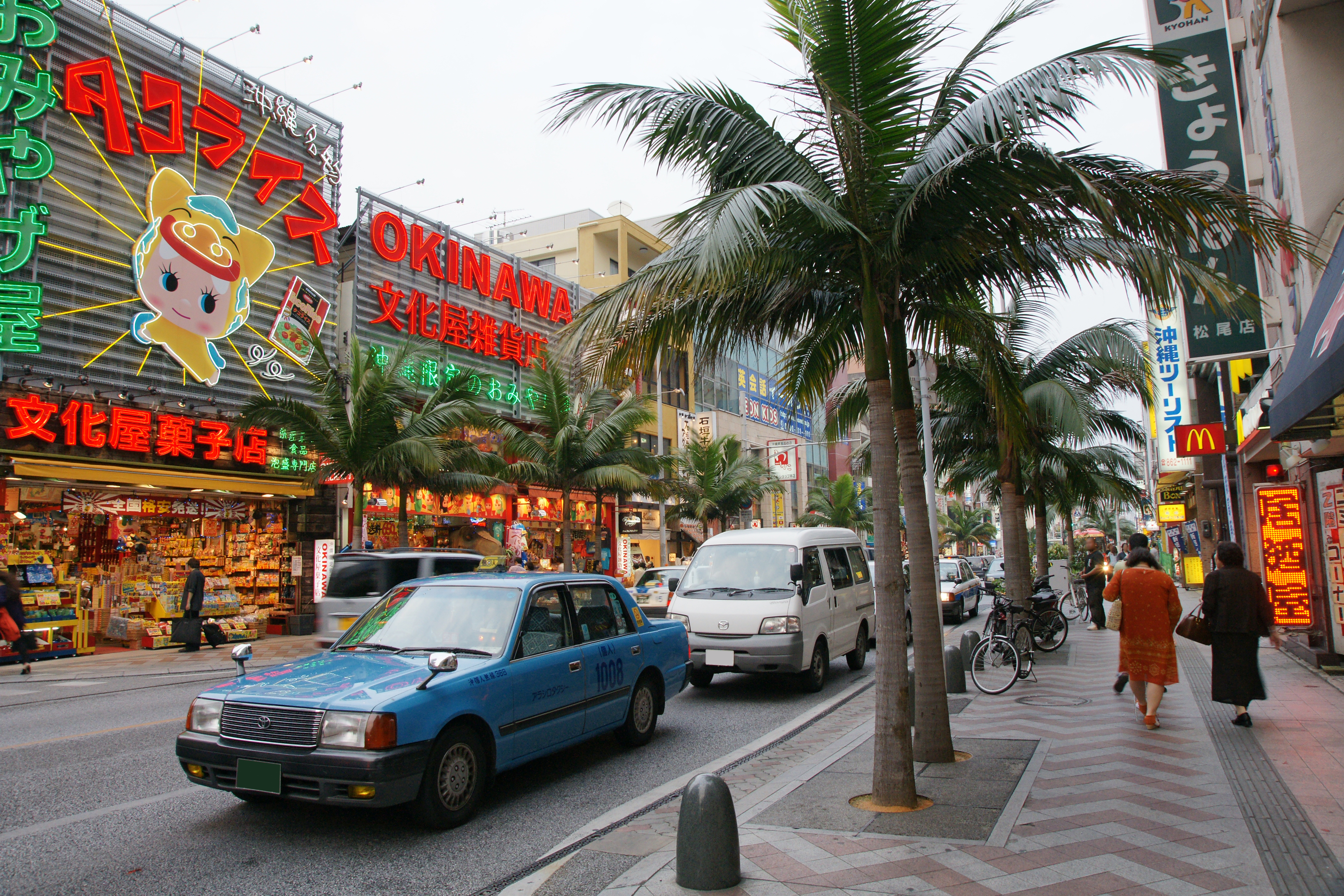
الشارع الدولي (مدينة ناها)

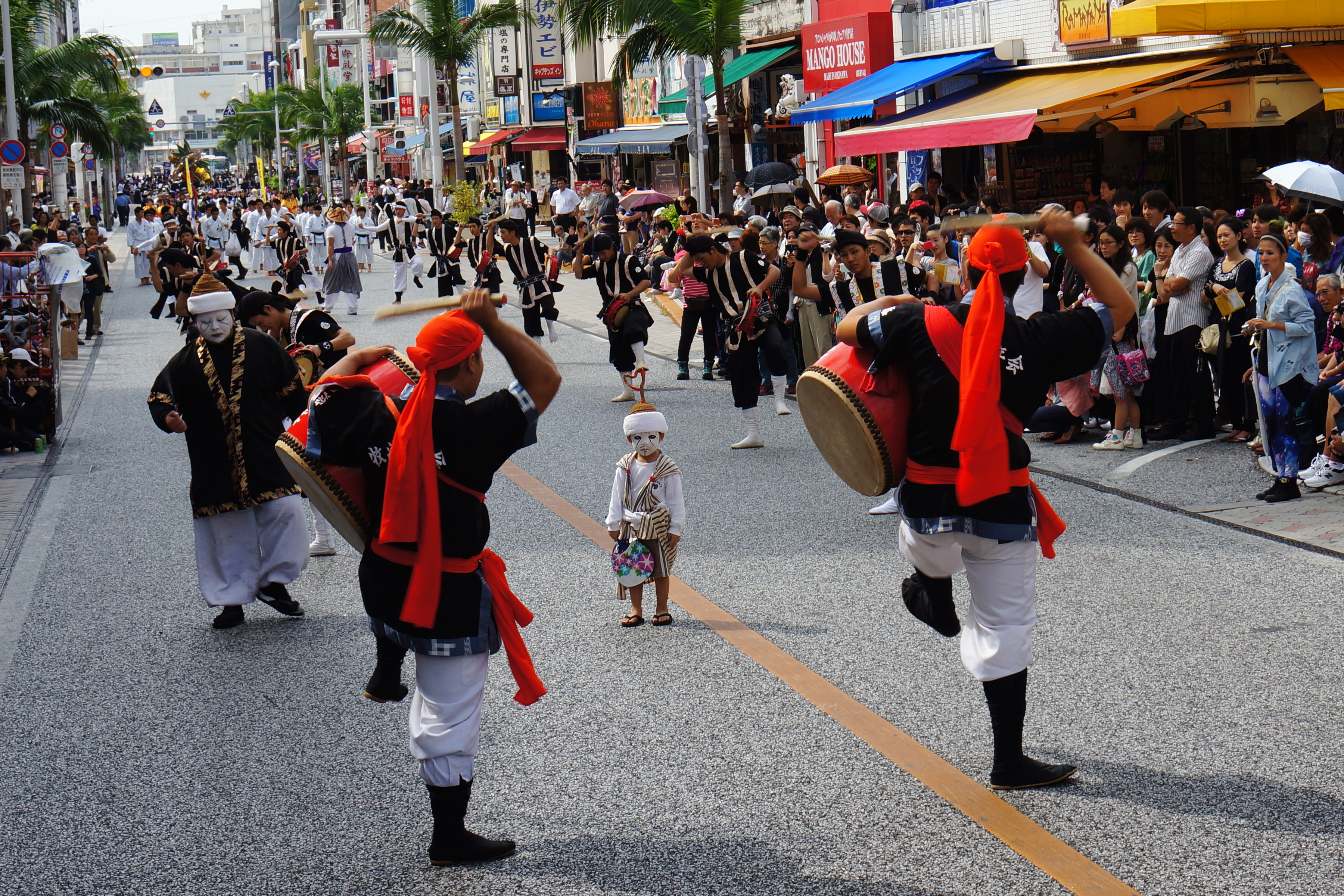
مهرجان قصر شوري في ناها

### شمال
الطبيعة الغنية موجودة، والسياحة منتشرة شعبية.
- أوشن اكسبو بارك
- قلعة ناكيجين ( Nakijin )
- مانزامو
- شاطئ القمر
- كيب هيدو
- جسر كوريو
- بحر هانيوتشي الداخلي

### الوسط
حيث تتجمع المدن الصغيرة والمتوسطة. هناك العديد من القواعد العسكرية الأمريكية وهي أيضاً نقطة انتقال للثقافة الأمريكية.
- قلعة ناكاجوسوكو
- قلعة كاتسورين
- منارة شيمو كابوكي
- طريق تحت الماء
- الغوص
- ميهاما تاون ريزورت · القرية الأمريكية
- أوكيناوا بلد الأطفال

### الجنوب
فيه عاصمة محافظة ناها (مدينة شوري القديمة) · ساحة المعركة الجنوبية، إلخ. وهي المنطقة المركزية للسياحة الثقافية والتاريخية وغالباً ما تكون وجهة للرحلات المدرسية.
- قلعة شوري
- الشارع الدولي
- مقر البحرية
- برج هيميوري
- متنزه السلام التذكاري
- كهف جيوكوسن
- فونامي يوتاجي

## القواعد العسكرية
تعتبر جزيرة أوكيناوا الرئيسية في غاية الأهمية من الاستراتيجية العسكرية الأمريكية، وأيضاً من الدفاع عن اليابان.

### المنشآت العسكرية الأمريكية

الجزء المطلي باللون الأحمر هو الأرض العسكرية الأمريكية

هناك 28 منشأة عسكرية أمريكية في جزيرة أوكيناوا الرئيسية، تمثل حوالي 20 ٪ من مساحة الجزيرة. يتركز بشكل خاص في الجزء المركزي، 8 بلديات من 10 بلديات في وسط تشوبو. تقع قاعدة فوتينما الجوية في وسط المنطقة الحضرية المركزية والجنوبية، وتحتل مركز مدينة غينوان التي تعد مركزًا رئيسيًا لحركة المرور.
المشاة
- مرافق اتصالات توري
- منشأة ميناء ناها
- خزان زيت الجيش

سلاح البحرية
- رصيف تينشين
- كامب شيلدز
- مرفق اتصالات أواسي
- المنطقة البيضاء / شاطئ

سلاح الجو
- مركز راحة اوكوما
- مركز يداكي للإتصالات
- مرفق اتصالات موجة سينا
- منطقة مخزن الذخيرة كادينا
- قاعدة كادينا الجوية

سلاح مشاة البحرية
- مركز التدريب الشمالي
- كامب شواب
- خزانة ذخيرة هينوكو
- كامب هانسن
- مركز كينري ريد بيتش للتدريب
- مركز كين تو بلو بيتش للتدريب
- كامب كورتني
- كامب ماكترياس
- كامب كواي (كامب ليستر)
- معسكر فوستر (كامب فوستر)
- قاعدة فوتيما الجوية Air Station (Marine Corps Air Station Futenma) - المعروفة باسم "Futenma Base"
- منطقة تزويد ماكيزوكو (معسكر كينسر)

### قوة الدفاع الذاتية
قوات الدفاع الذاتي المشاة
- اللواء الخامس عشر - المقر: ناها جاريسون

قوات الدفاع الذاتي البحرية
- أوكيناوا قاعدة سلاح - المقر: أوكيناوا قاعدة
- المجموعة الجوية الخامسة - المقر الرئيسي: قاعدة ناها الجوية

قوة الدفاع الذاتي الجوية
- جهة الجنوب الغربي الجوية - المقر الرئيسي: قاعدة ناها

## ذات الصلة
- جزيرة، البر الرئيسى، جزيرة نائية،
- قائمة الجزر اليابانية، أرخبيل اليابان، الجغرافيا اليابانية، منطقة اليابان
- هوكايدو
- هونشو
- شيكوكو
- كيوشو
- نانسي فوتو
  - أمامي أوشيما
  - مياكوجيما
  - جزيرة Ishigaki
  - جزيرة إريوموت
- ترتيب المنطقة لجزر العالم · النسخة الإنجليزية
- نسخة لغة ريوكيو في ويكيبيديا